# Stoßwellenrohr

Zeit-Weg-Diagramm einer eindimensionalen Stoßwelle

Das Stoßrohr oder Stoßwellenrohr ist ein abgeschlossenes System aus zwei Rohren, die zunächst durch eine Membran getrennt sind. In einem der beiden Rohre, dem Kompressionsrohr, wird das Treibgas auf einen hohen Druck gebracht. Im anderen Rohr, den Stoßrohr findet das Experiment statt. Es wird im Millibar oder Mikrobar-Bereich mit dem Testgas gefüllt, ein Versuchsobjekt kann eingebracht werden.
Die Stoßwelle entsteht, wenn die Membran entweder durch den Überdruck im Hochdruckteil oder durch eine zu betätigenden Auslösemechanismus zerstört wird. Dann strömt das Treibgas in das Stoßrohr und schiebt das Testgas vor sich her, das eine um viele Größenordnungen niedrigere Dichte aufweist. Eine Durchmischung findet bis zum Versuchsende praktisch nicht statt. Das Testgas erhitzt und verdichtet sich, ausgehend von der Kontaktfläche zum Treibgas (C im Weg-Zeit-Diagramm). Die Front des so beeinflussten Testgases zum noch unbeeinflussten Gas ist die Stoßfront (S im Diagramm).
Während sich das Treibgas ausdehnt, nimmt dort Druck, Dichte und Temperatur ab. Eine scharfe Wellenfront entsteht dabei nicht, die Größen ändern sich stetig (im Bereich E) von der Stoßfront zum noch unbeeinflussten Bereich. Am Rohrende reflektiert die Stoßwelle und läuft im Testgas zurück, wobei sich Temperatur und Druck nochmal erhöhen.
Die Stoß-Machzahl erhöht sich, wenn das Treibgas eine größere Schallgeschwindigkeit aufweist. Dazu kann ein anderes Gas als das Testgas eingesetzt werden, oder das Treibgas kann aufgeheizt werden. Die Strömungsgeschwindigkeit können im Hyperschall-Bereich weiter erhöht werden, wenn das Ende des Stoßrohres in eine Lavaldüse übergeht.

## Mathematische Beschreibung

### Kontaktfläche
Analytisch beschrieben wird der Aufbau mit der Stromfadentheorie, also den eindimensionalen Strömungsgleichungen. Für die hier betrachtete Dynamik erfolgt kein Zu- oder Abfluss an Wärme, die Zustandsänderungen sind adiabatisch.
Die Geschwindigkeit, mit der sich das Treibgas in das Kompressionsrohr ausbreitet, ergibt sich aus der Bernoulligleichung
{\displaystyle p_{a}=\int _{p_{a}}^{p_{b}}(1/\rho )dp+\int _{0}^{u_{b}}udu={\text{const}}.}
Dabei bezeichnet p den Druck, {\displaystyle \rho } die Dichte und u die Strömungsgeschwindigkeit.
Das erste Integral kann isentrop betrachtet mit der Beziehung {\displaystyle p\rho ^{-\kappa }=p_{a}\rho _{a}^{-\kappa }}=const gelöst werden. Die Indizes der Formelzeichen beziehen dabei sich auf die im Diagramm skizzierten Stellen im Stoßrohr. Als maximale Ausbreitungsgeschwindigkeit des Treibgases ergibt sich im Fall {\displaystyle p_{b}=0} zu
{\displaystyle u_{\text{max}}={\sqrt {2\kappa /(\kappa -1)p_{a}/\rho _{a}}}={\sqrt {2/(\kappa -1)}}\;c_{a}}

### Stoßebene
Die Geschwindigkeit der Stoßwelle ergibt sich aus den Erhaltungsgrößen für Masse, Impuls und Energie. Im mit der Stoßfront mitbewegten Bezugssystem {\displaystyle v=u-u_{\text{Stoß}}} verschwinden die zeitlichen Ableitungen:
(1){\displaystyle \qquad \rho _{c}v_{c}=\rho _{d}v_{d}}
(2){\displaystyle \qquad \rho _{c}v_{c}^{2}+p_{c}=\rho _{c}\left(u_{c}^{2}+{\frac {1}{\gamma }}c_{c}^{2}\right)=\rho _{d}\left(u_{d}^{2}+{\frac {1}{\gamma }}c_{d}^{2}\right)}
(3){\displaystyle \qquad v_{c}^{2}/2+i_{c}=v_{c}^{2}/2+{\frac {1}{\gamma -1}}c_{c}^{2}=v_{d}^{2}/2+{\frac {1}{\gamma -1}}c_{d}^{2}}
für ein ideales Gas mit der Gleichung
{\displaystyle \kappa {\frac {p}{\rho }}=c^{2}}
und der inneren Energie
{\displaystyle i={\frac {\kappa }{\kappa -1}}{\frac {p}{\rho }}}.
Als quadratische Gleichung existieren zwei Lösungen, die trivialen Lösungen {\displaystyle u_{c}=u_{d}} usw. und Lösungen für den Stoß, die Rankine-Hugoniot-Gleichungen genannt werden.

#### Beispielrechnung
Mit der Kontinuitätsgleichung (1) lässt sich {\displaystyle v_{d}} in (2) und (3) ersetzen. Wenn dann {\displaystyle c_{d}^{2}} aus (3) in (2) eingesetzt und dann die Gleichung durch {\displaystyle \rho _{d}} geteilt wird, kommt man nach einigem Umsortieren auf:
{\displaystyle {\frac {\rho _{c}}{\rho _{d}}}\left(1-{\frac {\rho _{c}}{\rho _{d}}}\right)v_{c}^{2}-{\frac {\kappa -1}{2\kappa }}\left(1-{\frac {\rho _{c}^{2}}{\rho _{d}^{2}}}\right)v_{c}^{2}={\frac {1}{\kappa }}\left(1-{\frac {\rho _{c}}{\rho _{d}}}\right)c_{c}^{2}}
Wird die Gleichung durch {\displaystyle \left(1-{\frac {\rho _{c}}{\rho _{d}}}\right)} geteilt (das ist die triviale Lösung {\displaystyle \rho _{c}=\rho _{d}}), lässt sich die Gleichung in die Form bringen:
{\displaystyle {\frac {\rho _{c}}{\rho _{d}}}=1-{\frac {2}{\kappa +1}}\left(1-{\frac {c_{c}^{2}}{v_{c}^{2}}}\right)}
Zum ruhenden Bezugssystem kommt man wieder über die Beziehung {\displaystyle v=u-u_{\text{Stoß}}}.

## Forschungseinrichtung in Deutschland
Im Hochenthalpiekanal, einer großexperimentellen Anlage am Deutschen Zentrum für Luft- und Raumfahrt, wird ein Stoßrohr von 60 Meter Länge benutzt, um die physikalischen Bedingungen beim Wiedereintritt von Landekapseln von Raumschiffen in die Erdatmosphäre zu simulieren. Dabei werden Temperaturen von bis zu 10.000 Kelvin und Strömungsgeschwindigkeiten von bis zu 7.000 m/s erreicht.